# Саари, Ирина
Ирина Саари (урождённая Лахтинен, родилась 10 мая 1975 в Каухайоки), более известная под своим сценическим псевдонимом Irina, финская певица, работающая в жанрах поп и финский рок. В настоящее время живёт в городе Хейнола.
Все песни дебютного альбома Ирины были написаны Тони Виртаненом из Apulanta, за исключением композиции «Katujen kuningatar» («Королева Улиц»). Для некоторых песен альбома она заявлена как соавтор. Для её второго альбома Älä riko kaavaa (Не действуй против правил) в дополнение к Виртанену для написания текстов были привлечены Книпи и Вилле Пуса. Тексты песен для третьего альбома были полностью написаны самой Ириной.
В 2005 году Саари получила премии Emma awards в номинациях лучший артист года и лучший дебютный альбом года.
Среди любимых музыкальных групп и артистов Ирина Саари называет Coldplay, Foo Fighters, Sting, Robbie Williams, Harry Connick Jr., Egotrippi и Sara.
На протяжении всей своей карьеры Ирина Саари продала более 150000 сертифицированных записей в Финляндии, что позволяет ей пребывать в тридцатке наиболее продаваемых артистов страны (best-selling female soloists).

## Карьера
До выпуска своего первого альбома Ирина уже работала в музыкальном бизнесе примерно десять лет. Шесть лет она участвовала в группе Playa, выступая в рок-барах и ночных клубах и пела всё подряд из репертуара финских рокеров, поп-музыкантов и соул-певцов. Она также была участницей группы Redux.
В августе 2002, её друг Тони Виртанен попросил её спеть песню, которую он написал для телевизионного шоу Juulian totuudet («Правда Юлии»). После того как проект завершился, Виртанен и Ирина решили продолжить совместную деятельность и записали песни «Öiden kruunu» («Корона Ночей») и «Hiirenloukku» («Мышеловка»). Осенью того же года работа была продолжена, и результатом её стал дебютный альбом Ирины Саари.
Презентация первого альбома прошла 17 марта 2005 в городе Лахти. Альбом Vahva (Сильный), вышел в свет 22 марта 2004 года и пребывал в финских чартах в течение 24 недель. Золотой вариант этого альбома с двумя ранее не издававшимися треками вышел в октябре 2004 года. Второй альбом Älä riko kaavaa был выпущен 26 октября 2005. Третий, Liiba laaba, вышел 28 марта 2007 и стал золотым.

## Группа
Музыканты:
- Antti Pitkäjärvi (клавишные, вокал, гитары)
- Janne Kasurinen (гитара)
- Miika Colliander (гитара)
- Jussi Saxlin (бас-гитара, вокал)
- J Salonen (ударные)

## Дискография

### Альбомы
- Vahva (22 марта 2004) — 6 место в Финляндии (платина)
- Älä riko kaavaa (26 октября 2005) — 5 место в Финляндии (платина)
- Liiba laaba (28 марта 2007) — 1 место в Финляндии (платина)
- Miten valmiiksi tullaan (14 октября 2009)
- Askeleita (март 2013) — 4 место в Финляндии

### Синглы
- «Juulian totuudet» (2002) (промо)
- «Vastaukset» (23 февраля 2003)
- «Vahva» (2004)
- «Kuurupiiloa» (2004) (промо)
- «Katujen kuningatar» (2004)
- «Älä sano mitään» (31 августа 2005)
- «Hiljaisuus» (25 января 2006)
- «Kymmenen kirosanaa» (2006)
- «Älä riko kaavaa» (2006) (промо)
- «Pokka» (2007) (промо)
- «Miksi hänkin on täällä» (2007)
- «Selkä selkää vasten» (2007) (промо)
- «Liiba laaba» (2008) (промо)
- «Et huomaa» (13 июля 2009 — промо)
- «Näe minut tässä» (2009 — промо)
- «Jälki» (2010 — промо)
- «Kunnon syy (2010)» (feat. Maija Vilkkumaa, 2010)

### Видеоклипы
- «Juulian totuudet»
- «Vahva» (directed by: Miika Saksi, assistant director: Tommi Karvinen)
- «Hiljaisuus»
- «Kymmenen kirosanaa»
- «Pokka»
- «Miksi hänkin on täällä»
- «Näe minut tässä» (directed by: Tuukka Temonen)
- «Jälki»